# Dungaree
A Dungaree magyar, stoner rock, grunge és doom rock elemekkel átszőtt zenét játszó együttes, melyet 2014-ben alapítottak. Számaik angol nyelvűek. 

## Története
A zenekart Horváth Zoltán, László Gergely, Balogh Attila és Dencs Dominik alapította 2014 nyarán Szegeden. 
2014 őszén megjelent első kislemezük, ami a Clim Out Of The River címet kapta. Második kislemezük 2015 tavaszán jelent meg Final Yell címmel. 
Számos hazai és külföldi koncert után jelent meg 2016-ban első nagylemezük, a Bipolar World, amit a szegedi Our Sound Recordingban (mai nevén: Miracle Sound Studio) rögzítettek. A lemez hangmérnökei Sóti Norbert és Szabó Szebasztián voltak.
Folyamatos koncertezés mellett dolgoztak következő nagylemezükön, amit 2018 tavaszán Londonban rögzítettek teljesen analóg körülmények között a Toe Rag Studiosban, a Grammy-díjas Liam Watson hangmérnökkel és producerrel. Az album címe Electric Altar, 2018 őszén jelent meg. A lemez a magyar Drum & Monkey gondozásában került kiadásra. Az album munkálatairól és az angol turnéról 20 perces dokumentumfilm készült.
Dencs Dominik alapító tag 2018 végén, négy év közös munka után kivált a zenekarból. 2019-ben Gilinger Ádám lépett a helyére, aki a tavaszi kelet-európai turnén, illetve a nyári fesztiválkoncerteken kísérte a zenekart. 
2019 végén Makai László (Lazarvs) került a dobok mögé. 

## Tagok
- Horváth Zoltán - gitár (2014-)
- László Gergely - ének (2014-)
- Balogh Attila - basszusgitár (2014-)
- Makai László - dob (2019-)

Korábbi tagok:
- Dencs Dominik - dob (2014-2018)
- Gilinger Ádám - dob (2019)

## Diszkográfia

### Stúdióalbumok
- 2016 - Bipolar World (album)[1]
- 2018 - Electric Altar (album)[2]

### Kislemezek
- 2014 - Climb Out Of The River
- 2015 - Final Yell
- 2021 - "Mountain" [5]

## További információ
- https://dungareeband.com/ Archiválva 2021. március 16-i dátummal a Wayback Machine-ben